# Киргизская кухня

Оромо

Киргизская кухня (кирг. кыргыз ашканасы) — национальная кухня киргизского народа. По технологии и ассортименту продуктов ей очень близки кухни других тюркских кочевых народов, особенно много общего с алтайской и казахской кухней. Также в современной кухне немало заимствованных блюд осёдлых народов - узбеков, уйгуров, дунган, русских.
В киргизской кухне заметны сезонные различия в рационе: преобладание молочно-растительной пищи летом, и мясо-мучной, мясо-зерновой зимой.
Некоторые различия имеются на юге и севере страны. Эти различия в традиционных блюдах и вкусах северных и южных киргизов обусловлены некоторой территориальной разобщённостью, а также соседством с разными народами. Так, в северных областях главным праздничным блюдом является бешбармак — мелко накрошенное отварное мясо с лапшой, в то время как на юге более популярен плов, заимствованный по-видимому у оседлых азиатских народов. Есть различия и в чайных предпочтениях. На севере популярен чёрный чай с молоком, сам чай заваривается русским способом, популярны и русские самовары. На юге молоко в чай не добавляют, традиции чаепития сходны с узбекскими. Популярен кирпичный зелёный чай, который получил распространение во время ойратского владычества в XVII - XVIII веках. Кроме исконно киргизских блюд (главным образом мясных) на юге очень популярен плов из местных сортов риса (красные узгенские и баткенские сорта риса дёозире и чонгара считаются самыми лучшими для приготовления среднеазиатского плова). На востоке Иссык-Кульской области частью кыргызской кухни стал заимствованный у дунган ашлямфу — холодный острый суп с крахмальным гарниром.

## Мясо
Мясо занимает особое место в национальной кыргызской кухне. По случаю торжеств, религиозных или семейных праздников или поминок полагается зарезать барана и/или другую скотину. Кроме баранины и коровьего мяса популярны также конина и мясо яка, причём блюда из конины высоко ценятся и считаются деликатесными. В горных районах охотники добывают и дичь. Национальные способы приготовления и консервации мяса у киргизов разные и обусловлены кочевыми условиями. Мясо в большинстве случаев готовится отварное. Туша барана разделывается ножом без применения топора. Мясо закладывается в казан и варится в воде без добавления овощей. Каждая кость с мясом (кирг. жилик, устукан) имеет своё назначение и подаётся гостям индивидуально, согласно статусу гостя.

## Хлеб и мучные блюда

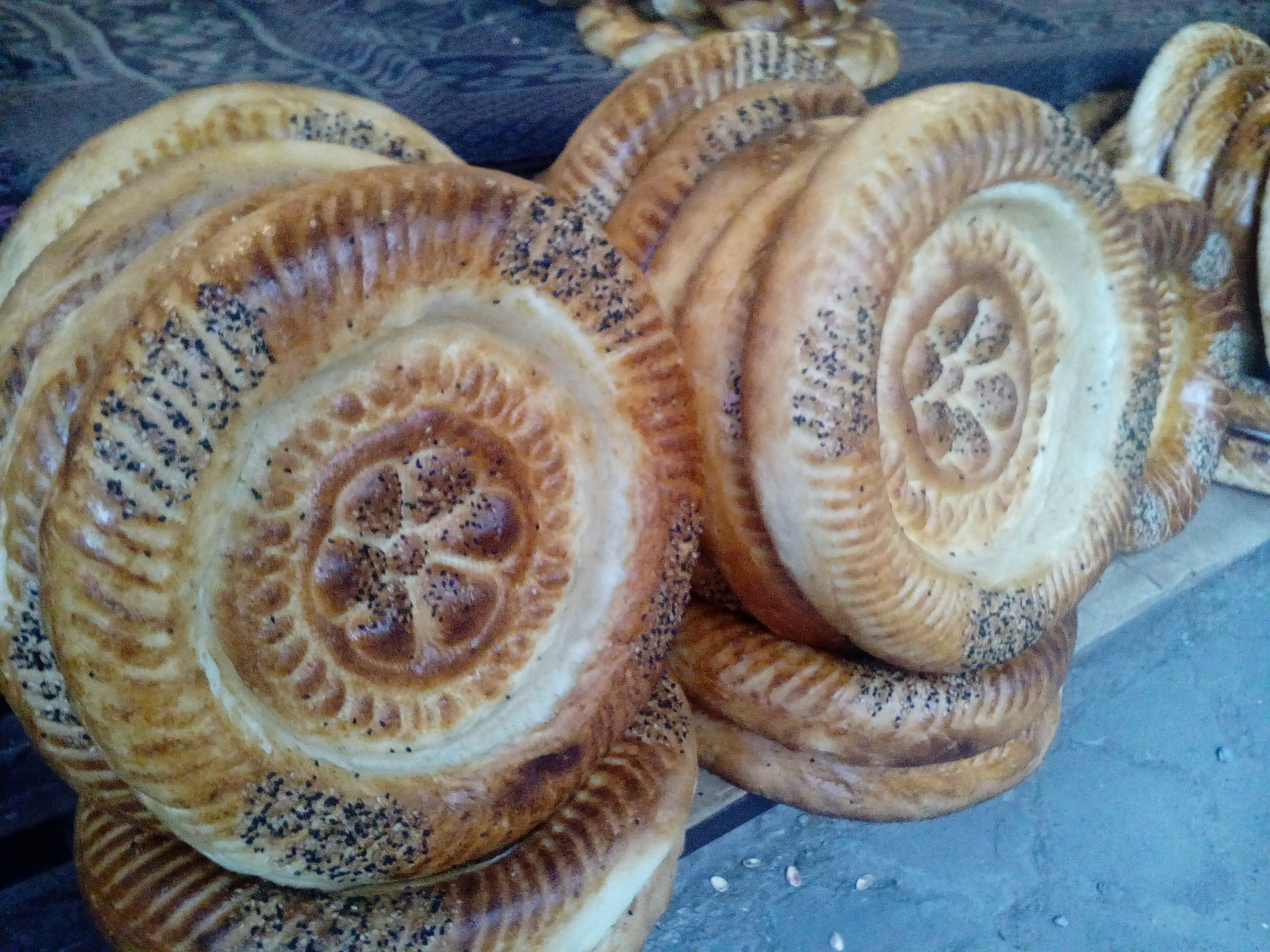

Киргизскую кухню невозможно представить без хлеба и мучных блюд. Хлеб и его выпечка также различается в зависимости от региона. Хлеб в виде лепёшек выпекают в тандырах. На севере для выпечки хлеба также популярны печи прямоугольной формы, сам хлеб получается также прямоугольной формы. Мучных блюд и изделий множество: кульчёта́й, оромо, манты, кесме, боорсок, жупка, жаткан тёо (кирг. жаткан төө — дословно «лежащий верблюд», второе блюдо, рулеты наподобие оромо, но сваренные в бульоне), каттама, май токоч и др.

## Молоко и молочные продукты
Молоко и продукты из него очень популярны. Молоко используется и в чистом виде, и в виде молочных продуктов — каймак, айран, кефир, курут, кумыс, творог, сюзьмё, топлёное масло, чёбёгё, чалап и др. Для приготовления кумыса используется коровье (в Баткене) и кобылье молоко.

## Блюда и напитки

### Блюда
- Бешбармак
- Плов
- Шорпо
- Манты
- Самса
- Куурдак
- Дымдама
- Ашлян-фу
- Курут
- Чучук
- Лепешки
- Борсоки
- Каттама

### Напитки
- Ак-серке
- Максым
- Айран
- Чалап
- Кымыз
- Бозо[5]

## Иллюстрации

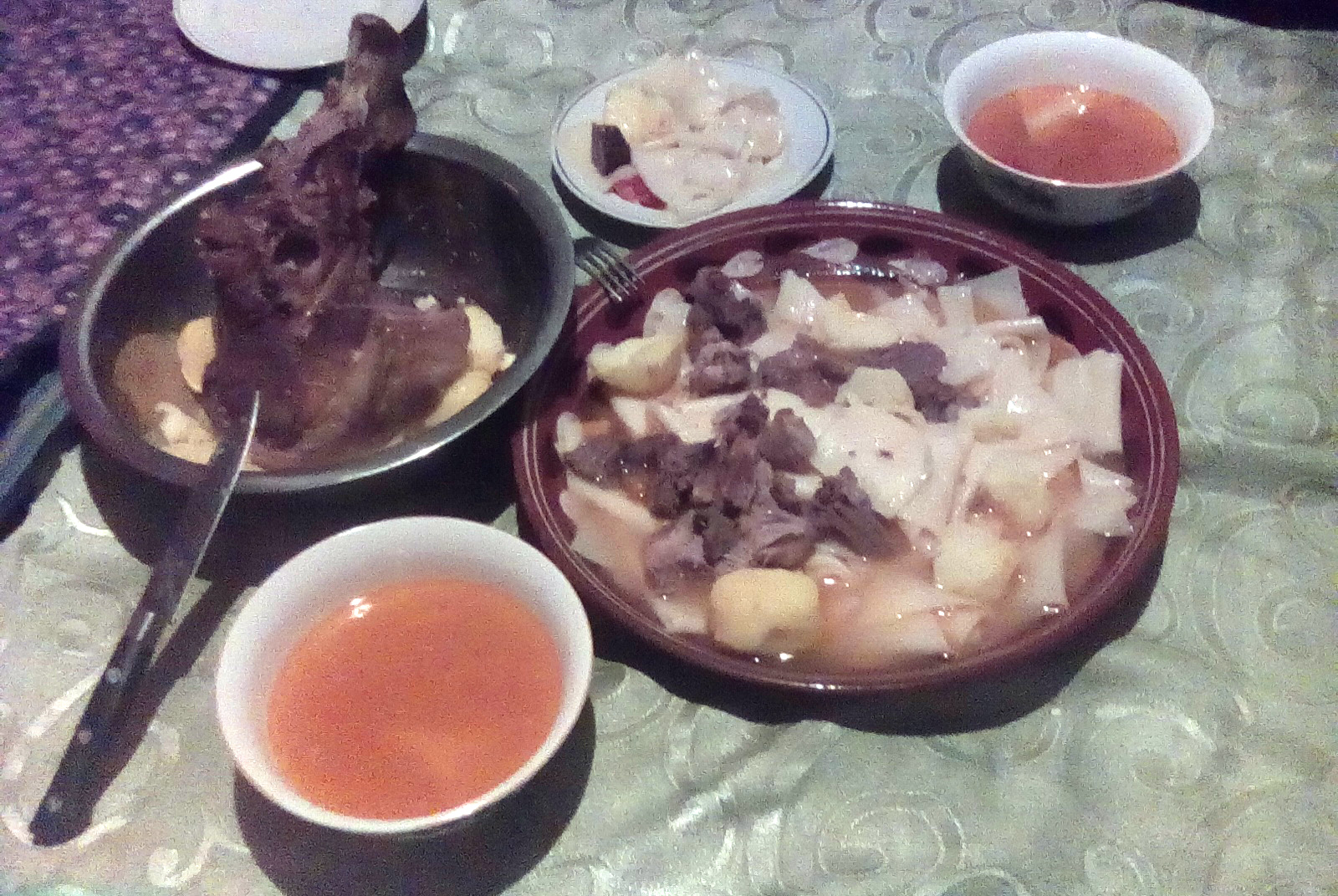
Кульчётай (кирг. Күлчөтай)
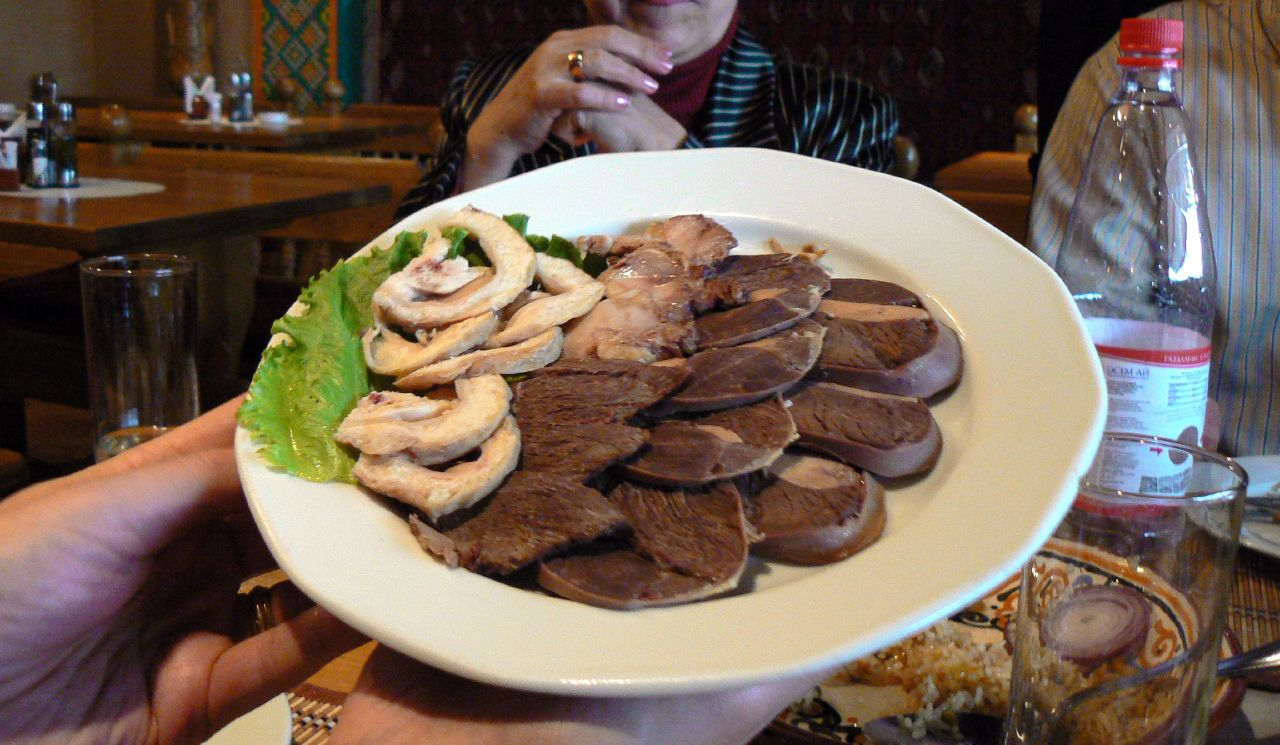
Казы-карта (кирг. Казы-карта)
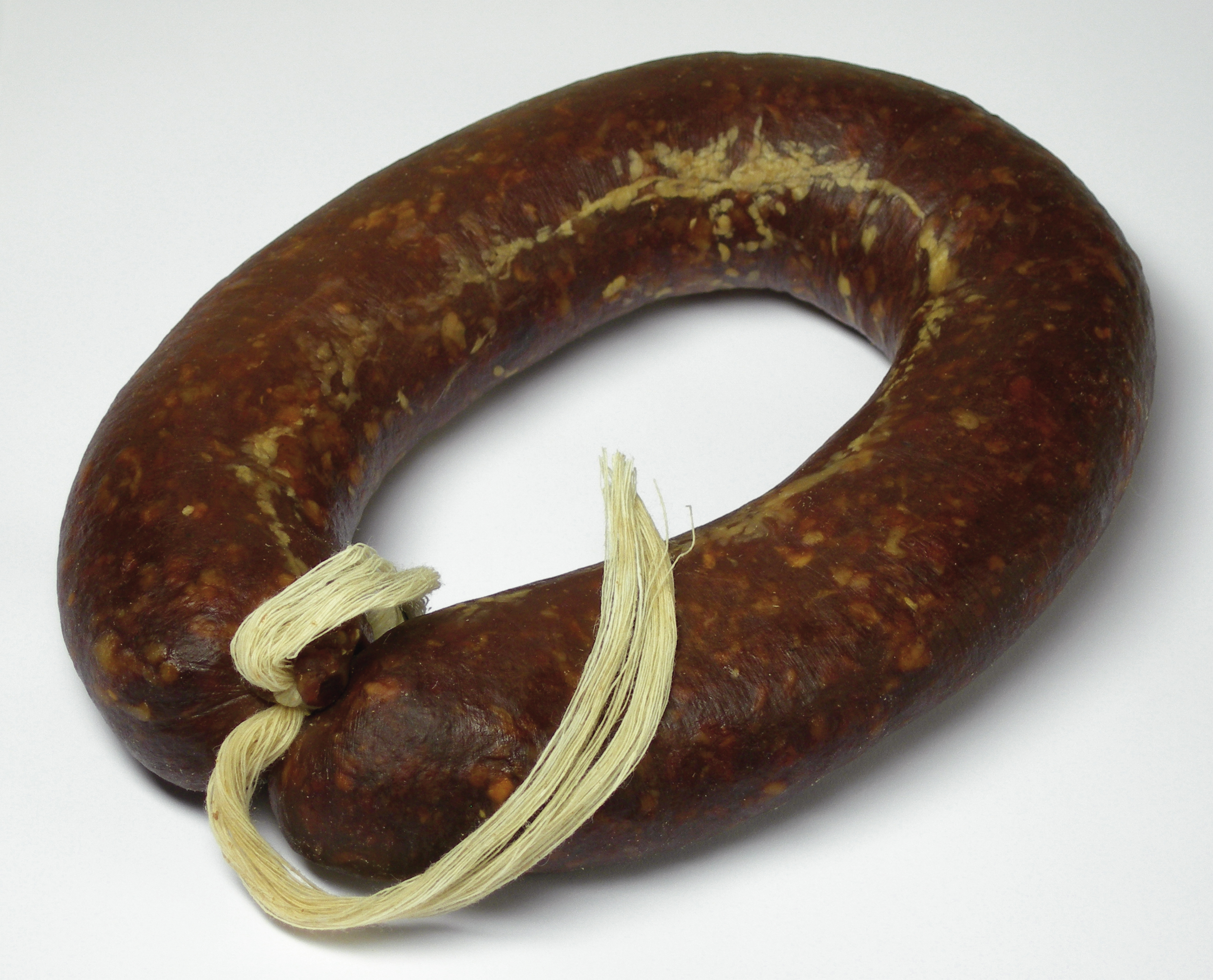
Суджук (кирг. Чучук)
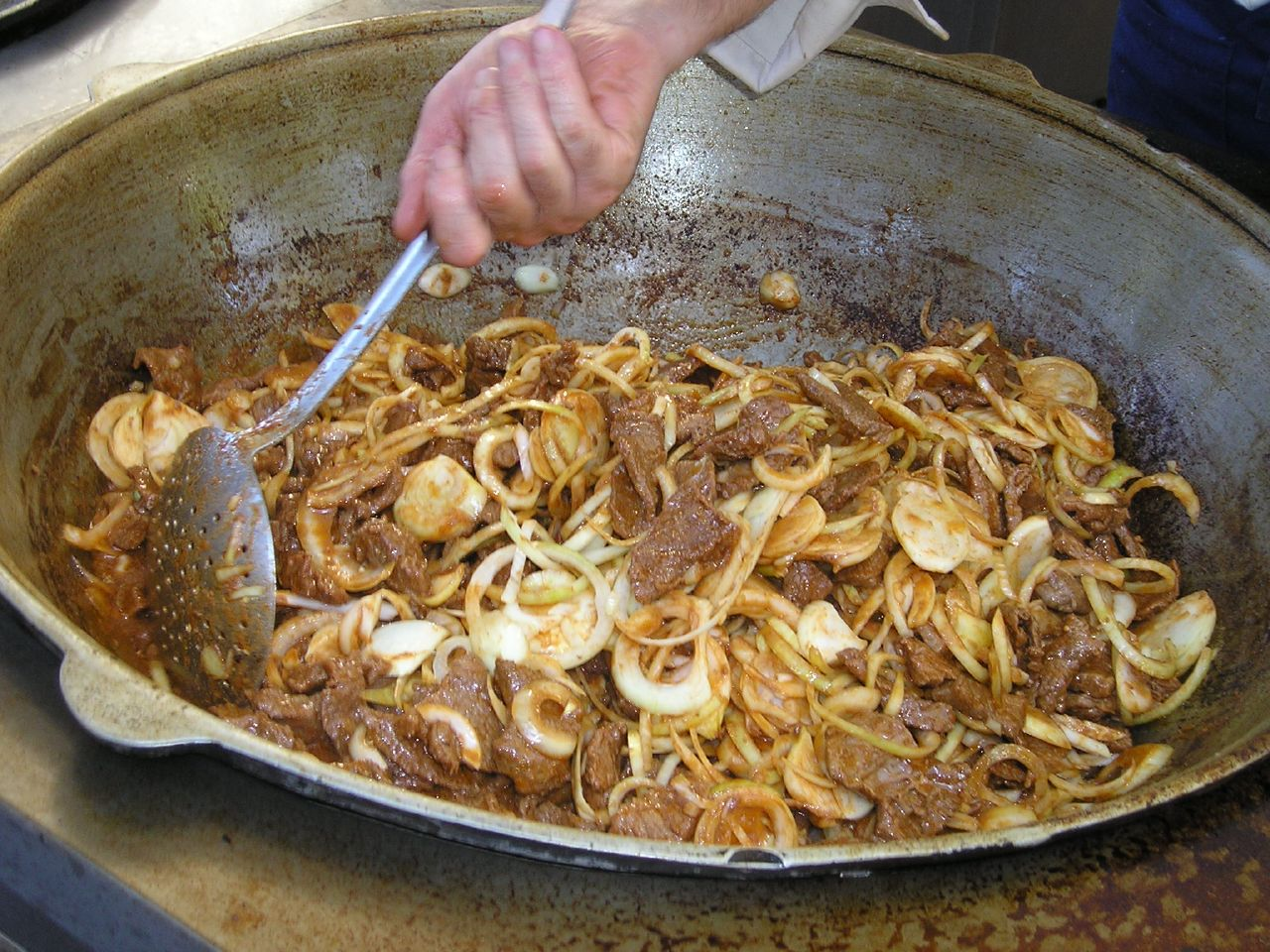
Куурдак (кирг. Куурдак)
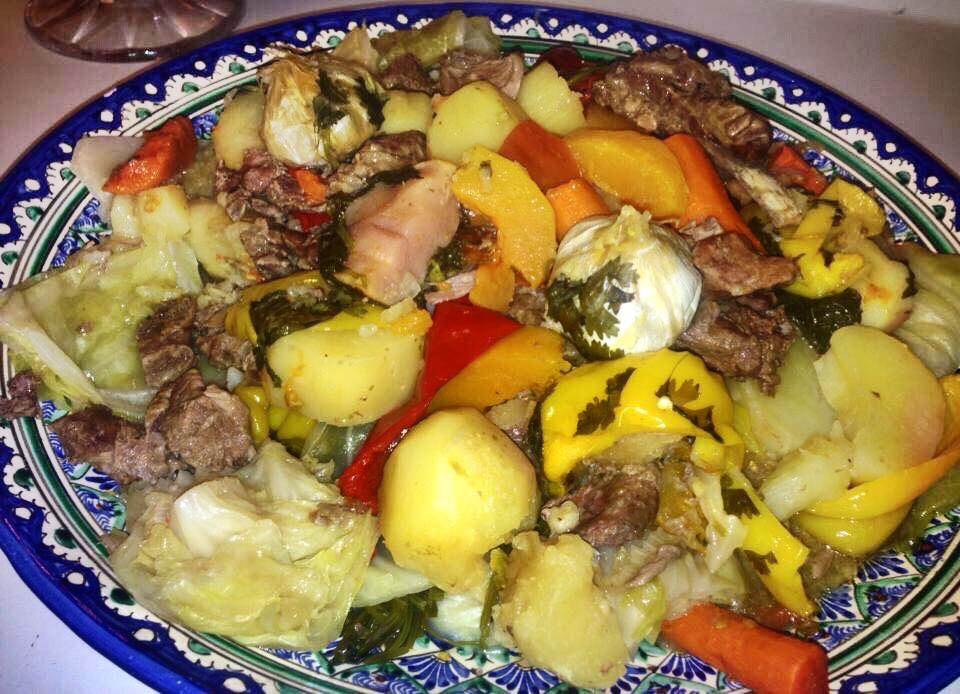
Дымдама (кирг. Дымдама/демдеме)
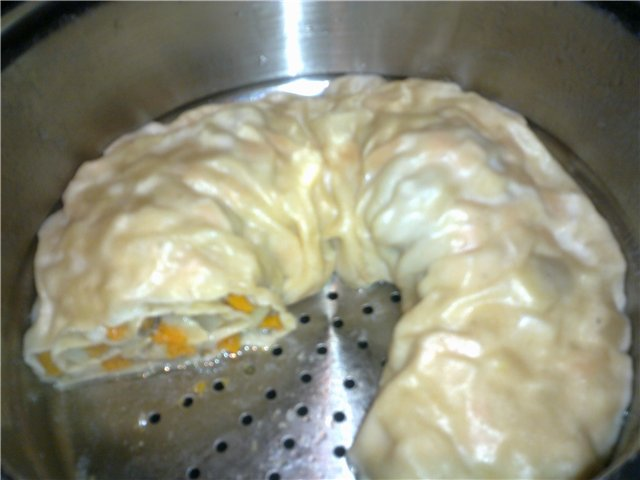
Оромо (кирг. Оромо)
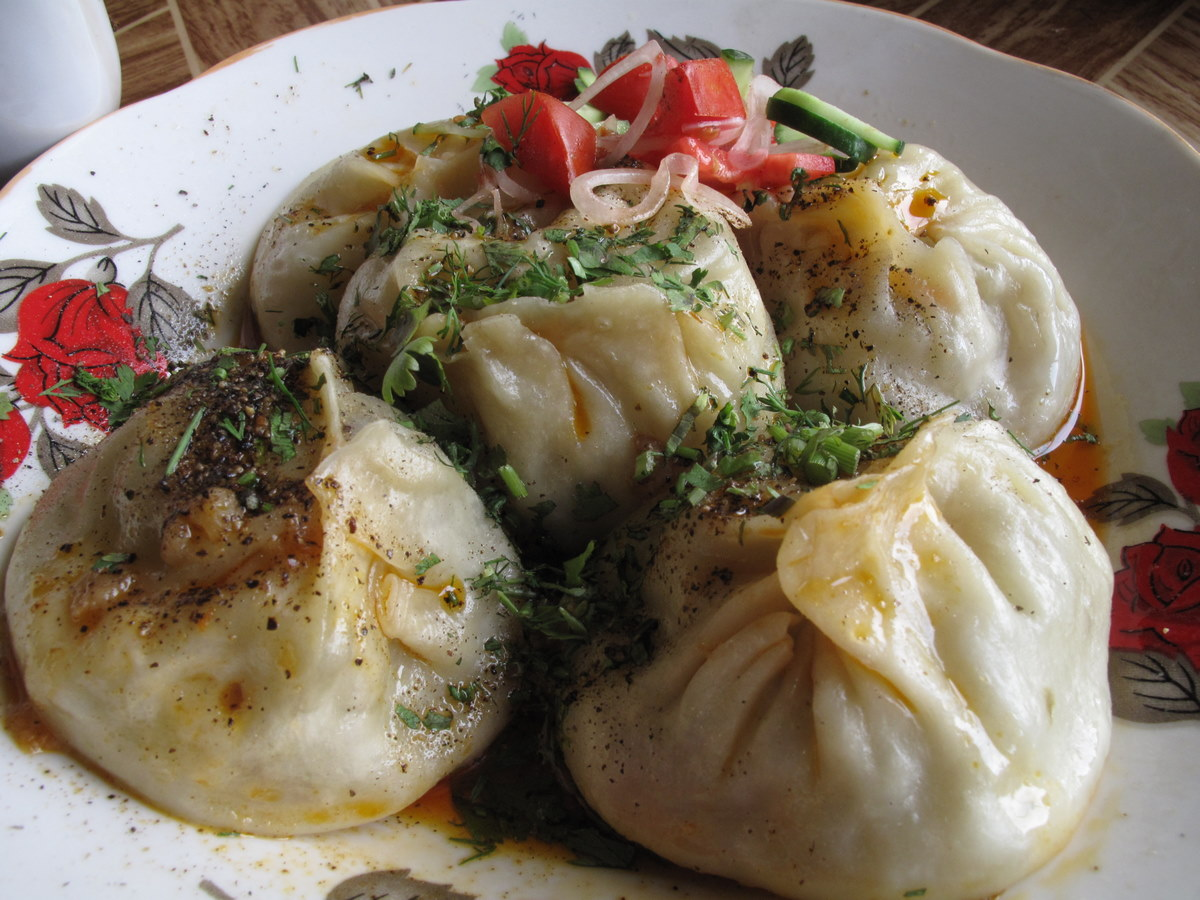
Манты (кирг. Манты/манту)
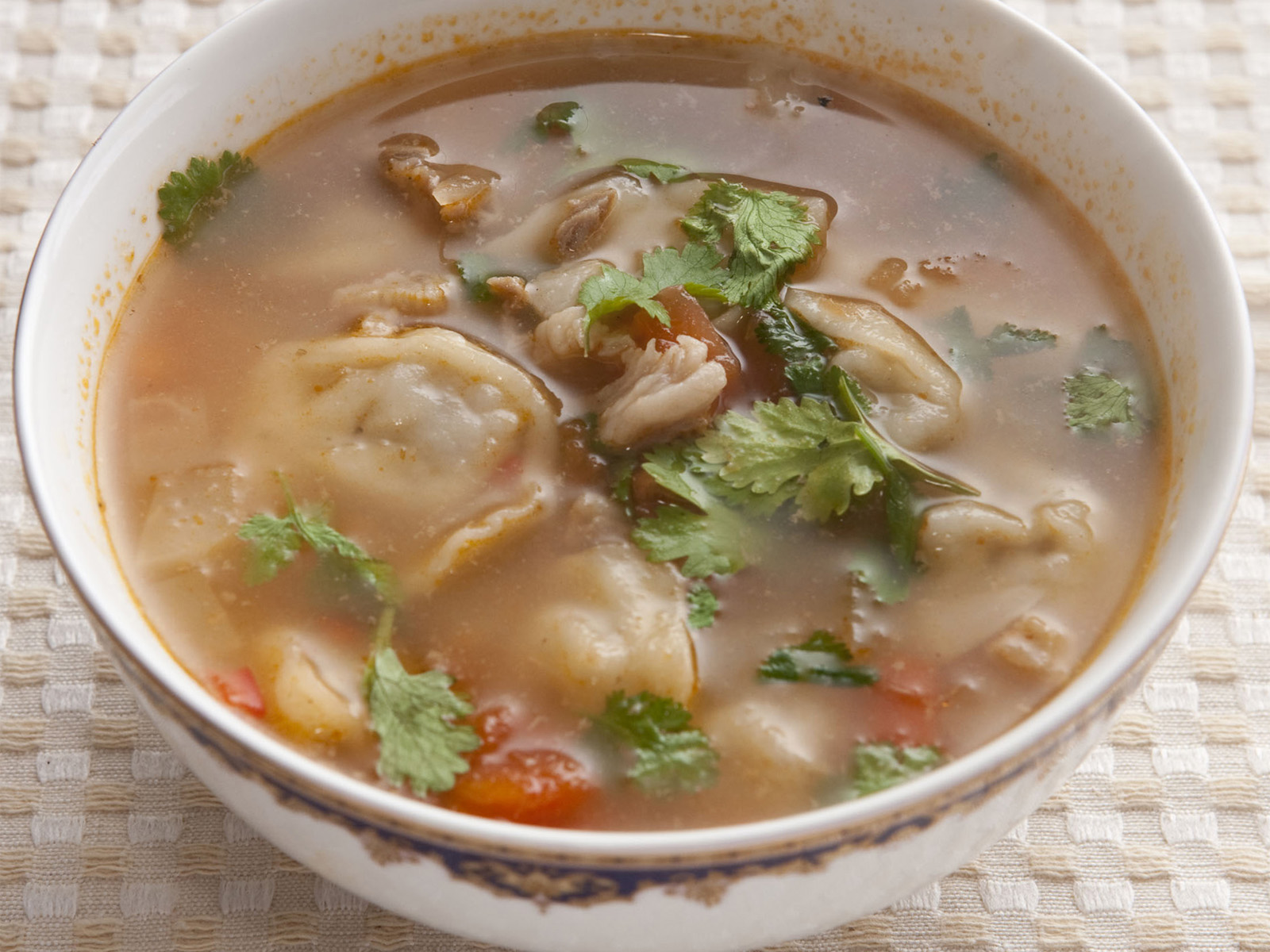
Чучвара (кирг. Чүчпара)
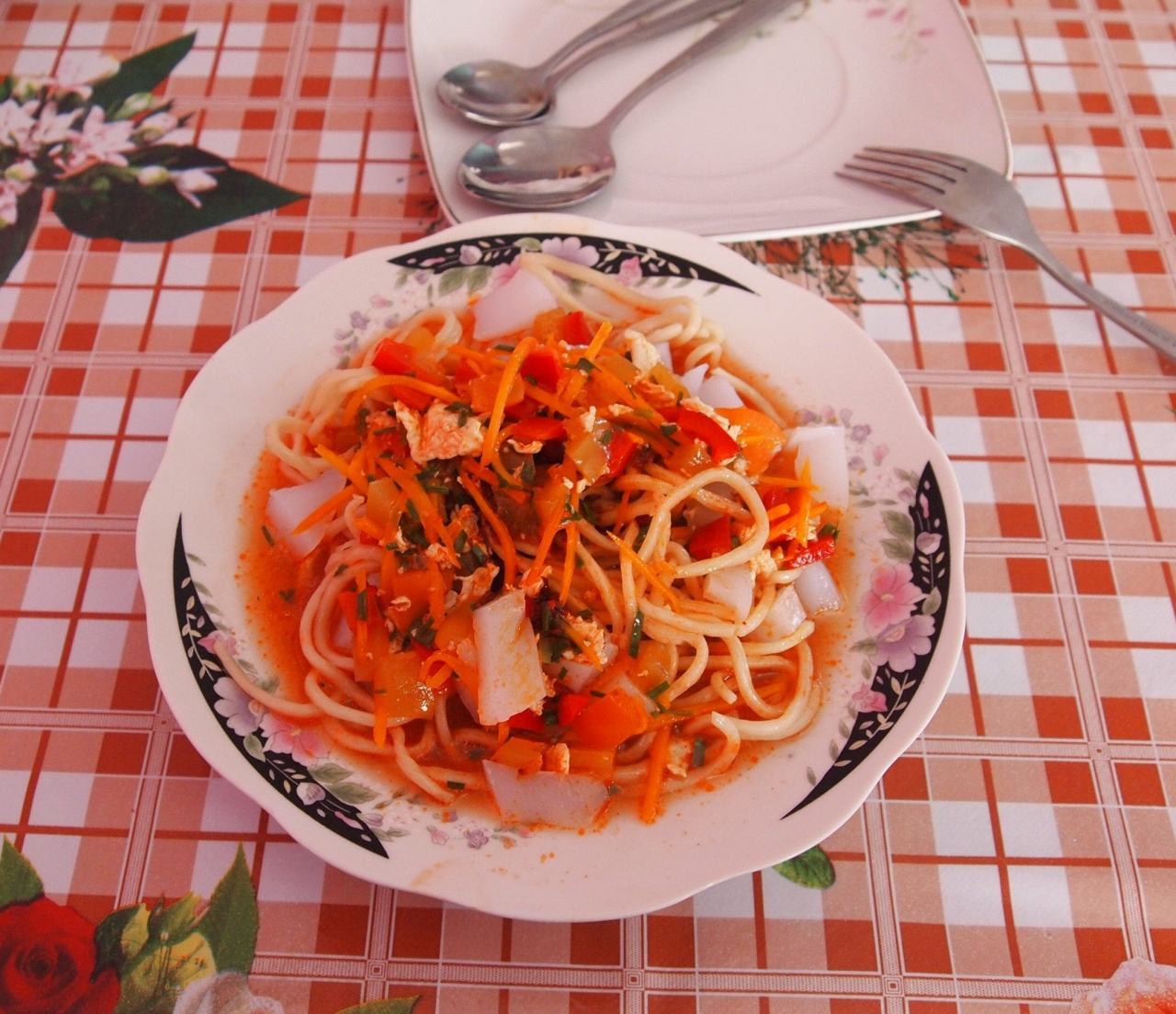
Ашлян-фу (кирг. Ашлянфу/Ашлямфу)
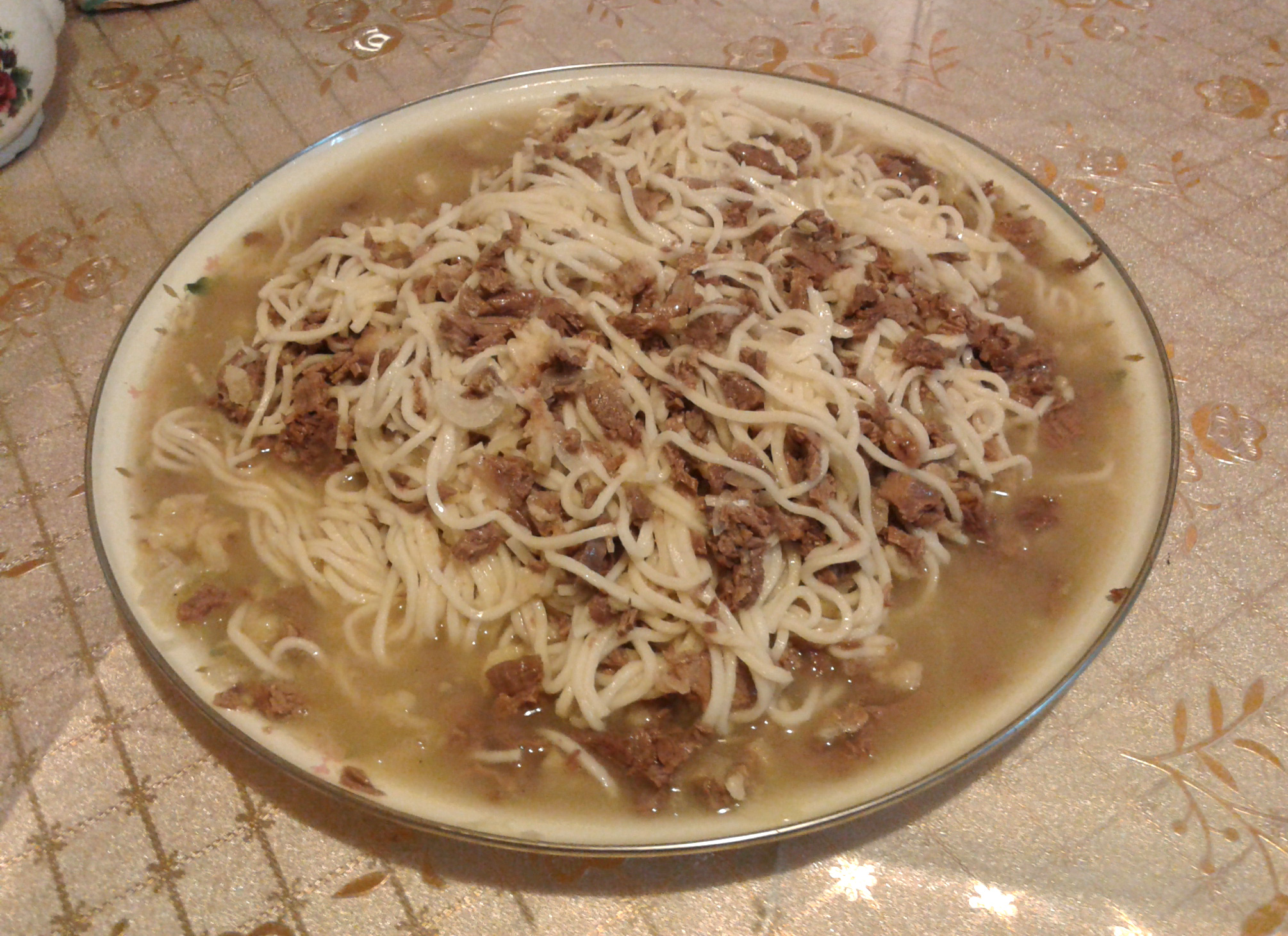
Бешбармак (кирг. Бешбармак, тууралган эт)
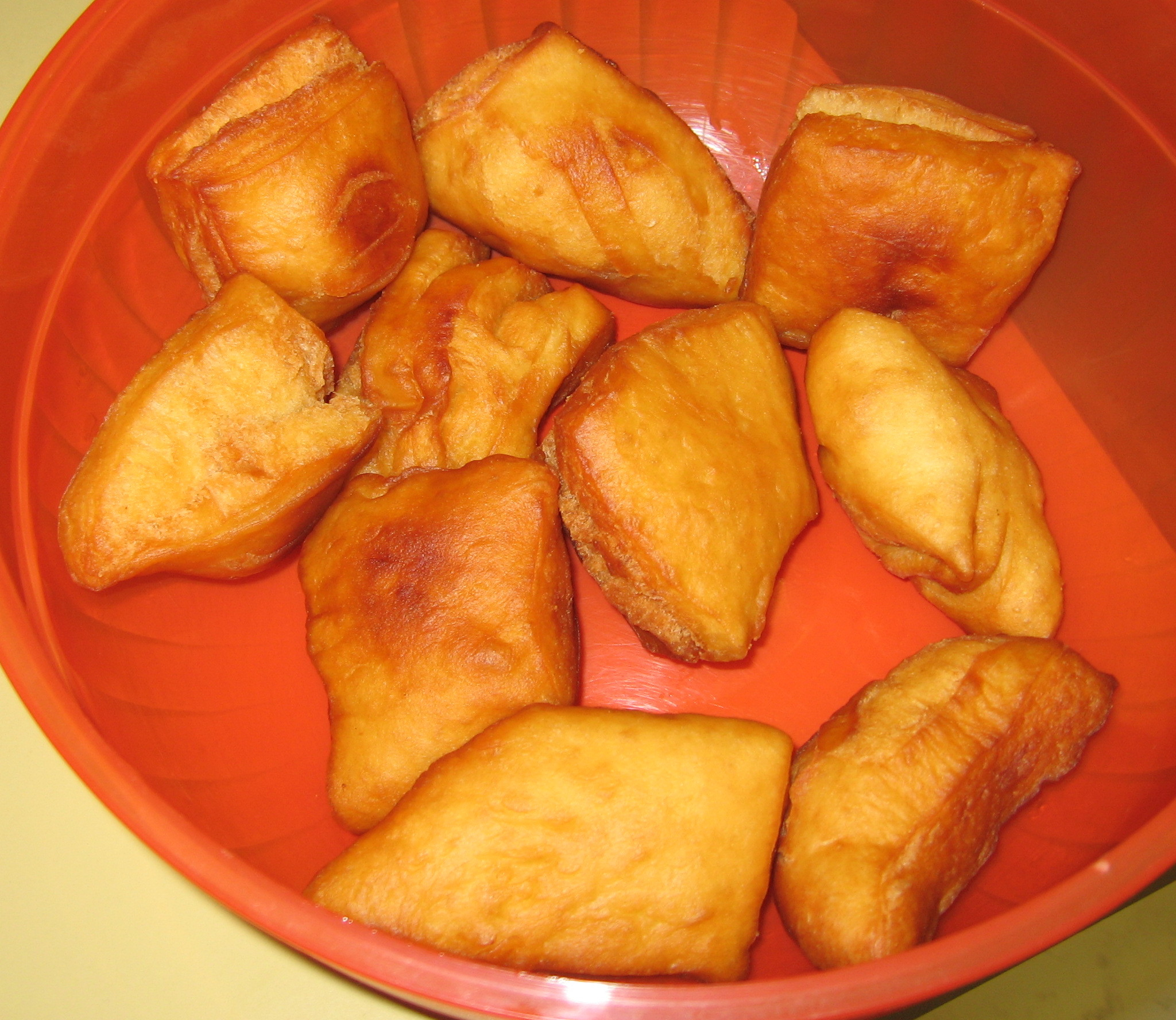
Боорсок (кирг. Боорсок)
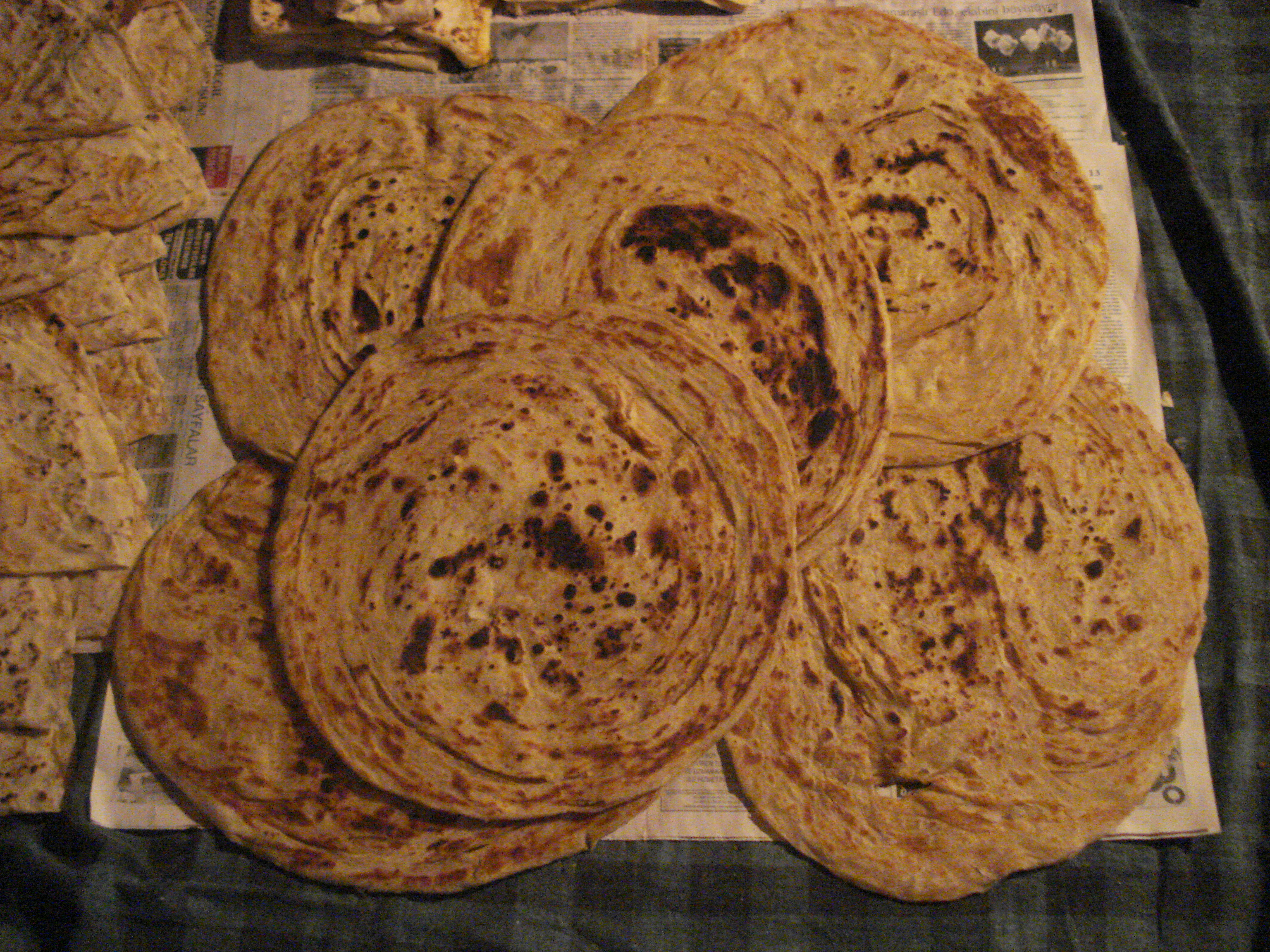
Каттама (кирг. Каттама)
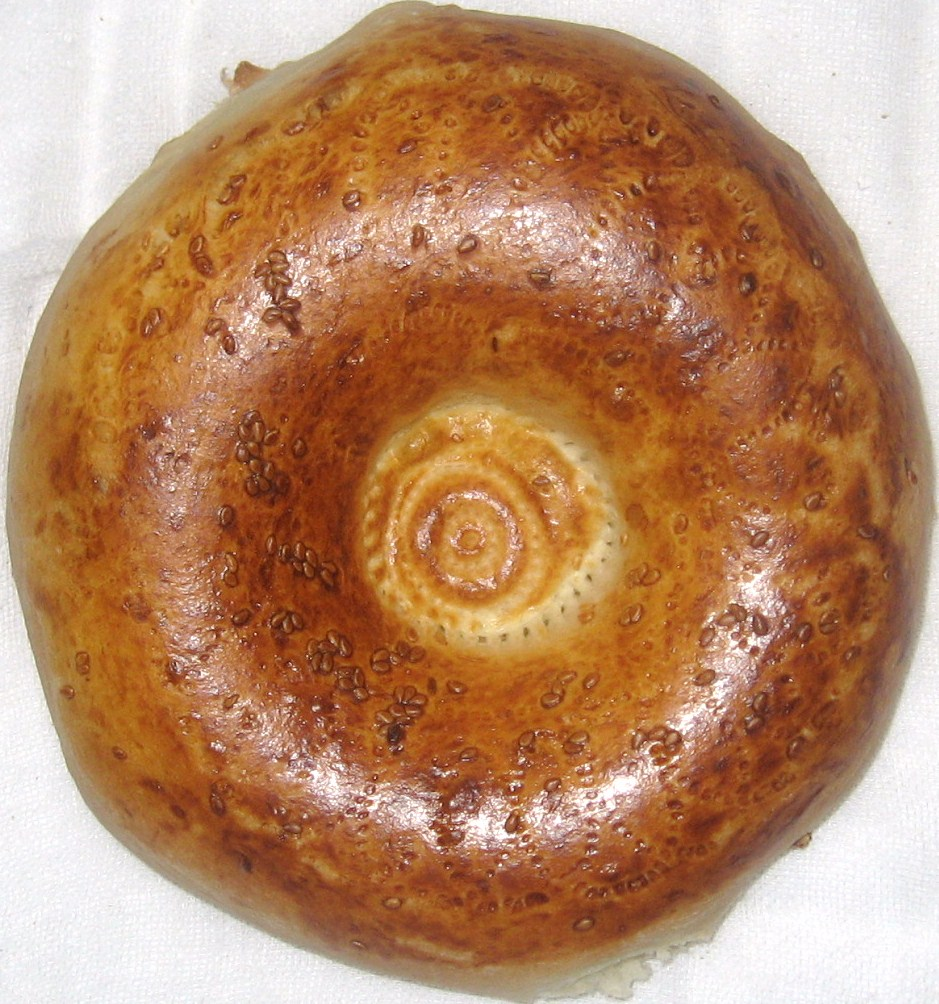
Тандыр-нан (кирг. Токоч/Тандыр нан)